# Monomanie

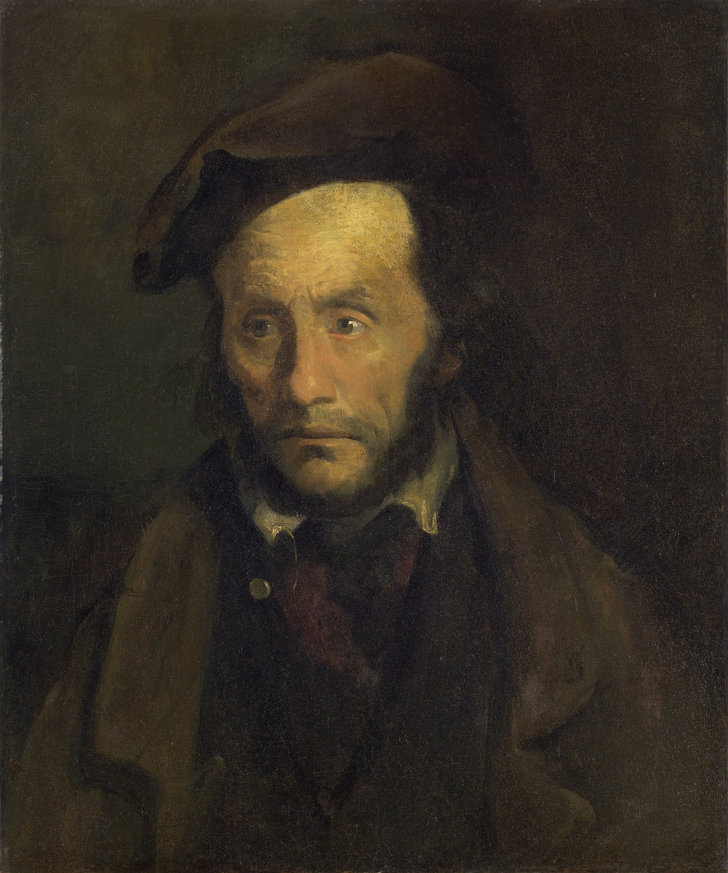
Le Monomane du vol d'enfants, Théodore Géricault

Monomanie is een waanzin die zich fixeert op één neiging en resulteert in abnormaal gedrag.
Het begrip monomanie werd in de 18e eeuw ingevoerd door de Franse arts Jean-Étienne Dominique Esquirol (1772-1840). Hij omschreef monomanie als een soort ziekte die slechts één gedragsfunctie aantast. Zo waren mensen die leden aan monomanie homicide personen die tevoren nooit een problematische geestesgesteldheid hadden vertoond maar plotseling bevangen konden worden door een aandrang om te doden. Andere varianten van een dergelijke monomanie waren kleptomanie en pyromanie.
Deze definitie heeft in moderne begrippen een andere, maar wel vergelijkbare betekenis gekregen. Het kernbegrip is nog steeds het idee-fixe.
Het woord monomanie wordt tegenwoordig ook wel gebruikt als synoniem voor preoccupatie of obsessie. Monomaan gedrag wordt ook wel gezien in (paranoïde) wanen.